# Pierre Van Deuren
Pierre Van Deuren (1878-1956) était un général belge du génie militaire, professeur de la théorie des probabilités et d'astronomie à l'École royale militaire et concepteur en 1915 du mortier de 70 mm Van Deuren, proche dans sa conception du Mortier de 58 mm français. Il fut utilisé lors des deux guerres mondiales. Ce mortier, dangereux à utiliser mais très efficace, fut une réponse au Minenwerfer allemand.

## Publications
- Pierre Van Deuren, Étude géométrique des lignes & des surfaces en un point ordinaire : Représentation géométrique des dérivées, Bruxelles, J. Lebègue et Cie, 1902, 40 p., [image] (OCLC 9549658, lire en ligne)
- Pierre Van Deuren, Aménagement du Bas-Congo : Projet de Pierre van Deuren, Bruxelles, Association des Ingénieurs Issus de l’École d'Application de l'Artillerie et du Génie, 1928, 273 p. (OCLC 174004890) (KBR code CEDOCA IV 212)
- Pierre Van Deuren, Projet de réorganisation des transports dans le Bas-Congo : port maritime de Banana, les transports du Haut-Congo jusqu'à 3 500 000 tonnes, Bruxelles, Association des Ingénieurs Issus de l’École d'Application de l'Artillerie et du Génie, 1939, 75 p., in-8° (KBR code CEDOCA II 2394)

## Crédits
- (nl) Cet article est partiellement ou en totalité issu de l’article de Wikipédia en néerlandais intitulé « Pierre Van Deuren » (voir la liste des auteurs).